# Национальная библиотечная служба Малави
Национальная библиотечная служба Малави — библиотека обязательного экземпляра и библиотека авторского права Малави. Находится в ведении Совета национальной библиотечной службы Малави. Совет национальной библиотечной службы Малави — это статутная корпорация, учреждённая в соответствии с Законом № 31 от 1967 года. Основная задача Службы — управлять общенациональными публичными библиотеками и информационными службами в Малави. Их заявленная миссия — обеспечить малавийцам доступ к образованию, к материалам для досуга и материалам, которые могут предоставить информацию для развития нации. В частности служба управляет, поддерживает и развивает 15 библиотек Малави.

## Подконтрольные библиотеки
В Малави в ведении Национальной библиотечной службы находятся 15 библиотек. В среднем каждая библиотека обслуживает 146000 человек в год или около 400 человек в день. В сотрудничестве с организацией Building Malawi в столице Лилонгве были построены четыре библиотеки.
Национальная библиотечная служба финансируется правительством Малави, хотя многие книги поступают через британскую благотворительную организацию Book Aid International. Национальная библиотечная служба размещает заказы на необходимые книги, таким образом новые книги доставляются в Малави.

## Программы
Проект «Народные сказки Малави» направлен на сбор и документирование в образовательных целях традиций составления сказок и местной культуры повествования. Цель состоит в том, чтобы помочь сохранить малавийское культурное наследие.
Корпорация Sony по запросу Национальной комиссии Малави по связям с ЮНЕСКО и Глобального благотворительного фонда будущего предоставляет оборудование для аудиовизуальной записи и проводит обучение работников Национальной библиотечной службе по сбору, редактированию и оцифровке документов.
Библиотечно-информационный консорциум Малави (MALICO) был основан 7 мая 2003 года и зарегистрирован как траст 8 марта 2004 года. Основные цели MALICO: развитие сотрудничества между заинтересованными сторонами в области информации; влияние на информационную политику на национальном уровне; работа над созданием адекватной инфраструктуры информационно-коммуникационных технологий, в частности, достаточной скорости Интернета; оказание помощи в развитии соответствующих навыков в области ИКТ на всех уровнях и облегчение доступа к ресурсам электронных журналов в международных базах данных. Консорциум также организует и оцифровывает малавийский контент. Он также собирает и хранит информацию коренных народов и предоставляет доступ к этой информации в различных форматах для всех жителей Малави.